# Franz Adam
Pour les personnes ayant le même patronyme, voir Adam (homonymie).
Franz Adam, né le 4 mai 1815 à Milan et mort le 30 septembre 1886  à Munich, est un peintre et lithographe allemand de scènes de batailles, de chevaux.

## Biographie
Franz Adam est né le 4 mai 1815 à Milan, second fils du peintre Albrecht Adam prend une part très tôt dans l'œuvre de son père. Cette coopération aura lieu jusqu'à la mort du père en 1862.
Franz Adam assiste à la première guerre d'indépendance italienne en 1849, publie aussi ses études en lithographie en 1850 aux champs de bataille en Hongrie aux côtés de François-Joseph Ier d'Autriche. Il reproduit la bataille de Custoza (1848) et celle de Timișoara et plusieurs portraits équestres grandeur nature. Après avoir été présent à la campagne d'Italie (1859) dans le nord du pays, il s'installe à Munich, où il peint la Bataille de Solférino et le Retrait des Français de Russie.
Il s'intéresse à peindre le sport. Après la guerre franco-allemande de 1870, sa peinture prend un nouvel essor et Franz Adam prouve pleinement la force dramatique de sa description et les richesses des couleurs de ses représentations de plain pied de L'attaque de la cavalerie de Floing dans la bataille de Sedan.
Il meurt à Munich le 30 septembre 1886

## Œuvres notoires

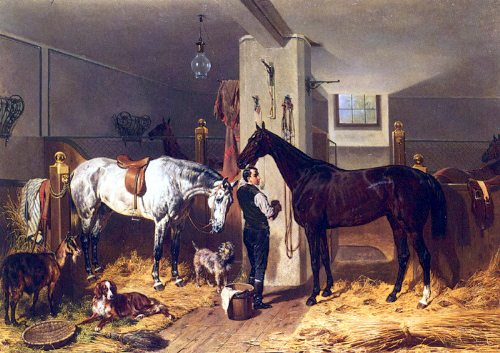
L'écurie, 1860

Musée d'histoire militaire de Vienne :
- Portrait Kaiser Franz Joseph I. von Österreich im Alter von 26 Jahren, zu Pferd (Portrait à cheval de l'empereur François-Joseph dans sa 26e année) - composition exécutée avec son père en 1856, huile sur toile, 389 x 339 cm.
- Lagernde k. k. Truppen bei einem italienischen Dorf, 1870, huile sur toile, 105 x 135 cm.
- Angriff der k.k. Truppen auf Mortara (Provinz Pavia). Feldzeugmeister d'Aspre greift mit 30 Geschützen an, sans date, 50 x 72 cm.